# أوجيرو
أوجيرو (OGERO)، وهي اختصار لOrganisme de Gestion et d'Exploitation de l'ex Radio Orient (بالفرنسية) هو مشغل البنية التحتية الثابتة في لبنان يقدم خدمات الصوت والإنترنت ذات النطاق العريض وخدمات البيانات للسكن والشركات. تأسست من قبل الدولة اللبنانية عام 1972. مقر الشركة الرئيسي في بيروت. الرئيس الحالي هو عماد كريدية.
يُمول نظام كابلات الاتصالات البحرية I-ME-WE (الهند والشرق الأوسط وأوروبا الغربية) من قبل كونسورتيوم من 9 شركات من جميع أنحاء العالم بما في ذلك أوجيرو. يتكون نظام الكابلات I-ME-WE من ثلاثة أزواج من كبلات الألياف الضوئية وخطين أساسيين. شغل منذ عام 2009 مع ربط طرابلس، لبنان في نوفمبر 2011. قامت أوجيرو في يوليو 2018 بتمكين دعم الإصدار 6 من بروتوكول الإنترنت (IPv6) لمستخدمي DSL والمشغلين الخاصين.
خلال الاحتجاجات اللبنانية 2019-2020 في 5 نوفمبر 2019 أغلق المتظاهرون في النبطية مكتب أوجيرو على الرغم من الضغوط السياسية التي مارستها الدولة على المتظاهرين في هذه المنطقة. أعلنت الحكومة في 12 مارس 2020 أنه ستعزز تعزيز خدمة الإنترنت عبر أوجيرو حتى نهاية أبريل، لتشجيع المستخدمين على البقاء في المنزل لحماية أنفسهم من جائحة فيروس كورونا.

## سرعة
صنفت سرعة الإنترنت التي تقدمها أوجيرو في لبنان في المرتبة 169 من بين 177 دولة من حيث سرعات النطاق العريض للإنترنت وفقًا لموقع Speedtest.net. متوسط الخصم هو 6.67 ميجابت في الثانية للأسفل و5.61 ميجابت في الثانية للارتفاع.